# Jeroen Brouwers
Jeroen Godfried Maria Brouwers (Batavia, 30 april 1940 – Maastricht, 11 mei 2022) was een Nederlands schrijver, journalist en essayist. Brouwers behoort tot de grote Nederlandse schrijvers.  Met zo’n 65 boekwerken in nog geen zestig jaar tijd is Brouwers een van de productiefste schrijvers van zijn generatie.

## Biografie
Jeroen Brouwers was het vierde kind van Jacques Theodorus Maria Brouwers (1903-1964) en Henriëtte Elisabeth Maria van Maaren (1908-1981). Later werd nog een broertje geboren. Zijn vader werkte als boekhouder bij een architectenbureau.

### Vroege jeugd in Nederlands-Indië
Na de Japanse invasie van Nederlands-Indië begin 1942 en de capitulatie van het Koninklijk Nederlandsch-Indisch Leger werd zijn vader overgebracht naar een krijgsgevangenenkamp in de buurt van Tokio. Brouwers belandde met zijn grootmoeder Elisabeth Henrica Pos (1885-1945), zijn moeder en zus eerst in het Japanse interneringskamp Kramat. Na een paar maanden werden ze overgeplaatst naar het interneringskamp Tjideng voor vrouwen en kinderen, in een buitenwijk van Batavia. Zijn grootouders hebben de kampen niet overleefd. 
Hij schreef in 1981 over deze Japanse bezetting van Indonesië het boek Bezonken rood, vertaald in 1988 in het Engels als Sunken Red. Zijn jeugd in Indonesië speelt ook een rol in zijn romans Het verzonkene en De zondvloed. Deze drie romans zijn later in één band uitgebracht.
Na de oorlog werd het gezin herenigd en verhuisde naar Balikpapan (toen Borneo, het huidige Kalimantan). Mevrouw Brouwers repatrieerde in 1947 met haar kinderen per schip naar Nederland. In 1948 kwam ook Brouwers' vader naar Nederland.

### Tienerjaren en schooltijd in Nederland
Tot 1950 woonde Brouwers thuis bij zijn ouders. Van zijn tiende tot zijn zestiende werd hij in diverse rooms-katholieke pensionaten in onder andere Limburg ondergebracht. De reden was dat hij een onhandelbaar kind zou zijn, dat na de vrijheid van Indië niet kon wennen aan het Hollandse keurslijf. Ook deze internaats- en kostschoolervaringen bij onder andere Jongenspensionaat 'St. Maria Ter Engelen' Bleijerheide van de broeders Franciscanen te Bleijerheide verwerkte hij in zijn werk, zoals in zijn roman Het hout (2014), waarvan in 2018 ook een toneelbewerking verscheen.
Zijn ouders waren inmiddels verhuisd naar Delft. Daar haalde Brouwers in 1955 het mulo-diploma.

### Verdere levensloop, carrière en belangrijke werken en publicaties
Na enkele maanden te hebben gewerkt bij een bank, op de afdeling effecten, vervulde hij van 1958-1961 de militaire dienst. Hij zwaaide af als kwartiermeester der Speciale Diensten: Marine Inlichtingen Dienst (MARID). Na zijn dienstplicht ging hij in 1961 in Nijmegen als leerling-journalist werken bij het krantenconcern De Gelderlander. Hij maakte tevens deel uit van de redactie van het soldatenblad Salvo.
In 1962 werd hij aangenomen bij De Geïllustreerde Pers in Amsterdam. Hij werd lid van de redactie van het blad Romance (later Avenue). In 1964 debuteerde hij met de verhalenbundel Het mes op de keel. Van 1964 tot 1976 werkte Brouwers in Brussel als redactiesecretaris en later als (hoofd)redacteur bij Uitgeverij Manteau. Van 1968 tot 1971 woonde hij met zijn eerste vrouw Nel Berns en twee zoons Daan Leonard (1965-2006) en Pepijn (1968) in Vossem. In 1970 heeft hij een verhouding met de tien jaar jongere Anne Walravens. De zelfmoord van Anne in 1973 is een sleutelmoment in het werk en leven van Brouwers. In Huize Krekelbos te Rijmenam (Bonheiden) schrijft hij zijn oermanuscript, waaruit hij later vele romans haalt. Dit oermanuscript is later uitgekomen als In het midden van de reis door mijn leven.
Na onenigheid met directeur Julien Weverbergh van wie hij ook manuscripten had geredigeerd en herschreven, nam Brouwers ontslag bij Uitgeverij Manteau. Hij ging zich geheel aan het schrijven wijden. Na een periode in Warnsveld (bij Zutphen) betrok hij huize Louwhoek in Exel, in de buurt van Lochem. In 1979 huwde hij Josefine Meijer, in 1980 werd hun dochter geboren. De onvoorwaardelijke keuze voor het schrijverschap is het thema van zijn roman Winterlicht (1984).
In 1991 vestigde Brouwers zich, na de scheiding van zijn vrouw, op een woonboot in Uitgeest. Leven op een woonboot is als ervaring herkenbaar in zijn roman Geheime kamers (2000). In augustus 1993 verhuisde hij naar Zutendaal in Belgisch-Limburg. Deze woning had hij reeds in 1990 aangekocht. Het huis lag echter in een natuurgebied en werd als zodanig niet als een verblijfadres erkend, waardoor Brouwers officieel in Maastricht gedomicilieerd was. Op 8 april 2011 deed de rechtbank in Tongeren uitspraak dat Brouwers vier jaar de tijd had om de woning te slopen. Sinds 2017 woonde hij met zijn partner in Lanaken.

### Bekroonde werken en accolades

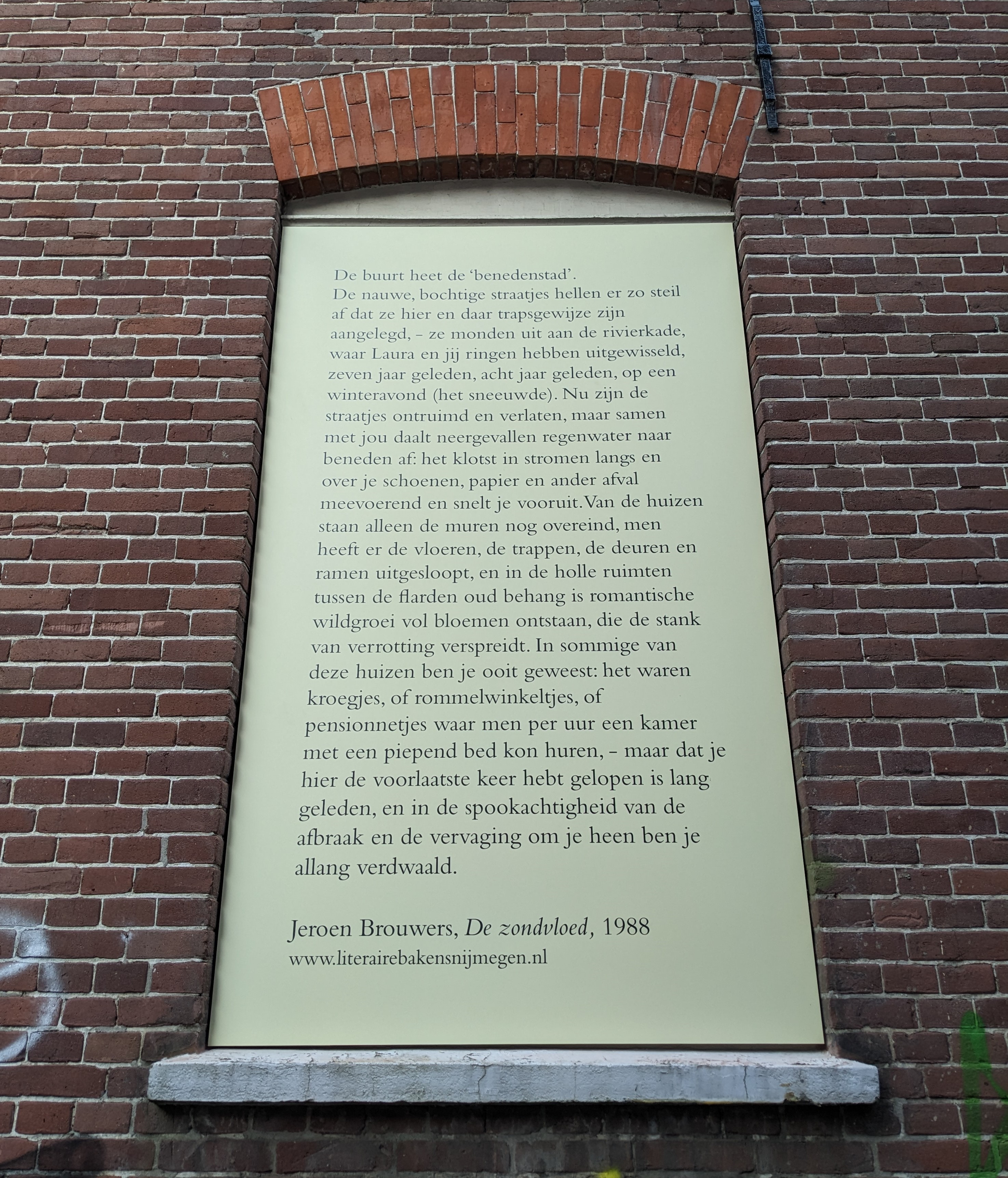
Fragment uit De zondvloed (1988) op plaquette aangebracht in Nijmegen

Voor zijn eerste roman, Joris Ockeloen en het wachten (1967), ontving Jeroen Brouwers de Vijverbergprijs. Voor Het verzonkene (1979) kreeg hij in 1980 de Multatuliprijs. De zondvloed (1988) werd in 1989 bekroond met de F. Bordewijkprijs. De essaybundel Vlaamse leeuwen (1994) werd bekroond met de Gouden Uil voor non-fictie. Voor het in 2000 verschenen Geheime kamers ontving Brouwers de Multatuliprijs, de AKO Literatuurprijs en de Gouden Uil.  
In 1993 kreeg Brouwers voor zijn hele oeuvre de Constantijn Huygens-prijs, toen 10.000 gulden waard.
In 1995 won de Franse vertaling van het boek Bezonken rood de Prix Fémina Étranger in Frankrijk, waardoor Brouwers’ oeuvre ook buiten het Nederlandse taalgebied aan bekendheid won. 
In 2007 kende de Taalunie hem de Prijs der Nederlandse Letteren toe. Hij accepteerde eerst de prijs, hoewel het bijbehorende geldbedrag van 16.000 euro volgens hem niet in overeenstemming was met het prestige van de prijs. Zo leverde alleen een debuutprijs bijvoorbeeld al 15.000 euro op, terwijl de Prijs der Nederlandse Letteren een oeuvreprijs is voor een auteur die zijn leven aan de literatuur heeft gewijd. Uiteindelijk weigerde hij de prijs, toen bleek dat de Nederlandse minister voor Cultuur Ronald Plasterk in tegenstelling tot zijn Vlaamse collega achter de schermen verbeten had tegengehouden dat het prijzengeld zou worden verhoogd. In dezelfde maand nam Brouwers de Tzumprijs voor de beste literaire zin van 2007 in ontvangst, waaraan een geldbedrag van 52 euro was verbonden. Ook ontving hij in 2007 de cultuurprijs van de gemeente Zutendaal, waaraan geen geldbedrag was verbonden. Hoewel door zijn bemoeienis het prijsniveau van de Prijs der Nederlandse Letteren vanaf 2009 is verhoogd, heeft Brouwers de aangepaste prijs niet meer mogen ontvangen. Brouwers' beschrijving van de gang van zaken rond de toekenning van de Prijs der Nederlandse Letteren en de rol van Ronald H.A. Plasterk daarin in Sisyphus’ bakens geldt als een van de hoogtepunten uit de literaire polemiek van de afgelopen decennia.
In november 2015 ontving Brouwers voor zijn roman Het hout (2014), de eerste Nederlandse roman over jeugdmisbruik in de katholieke kerk, de ECI Literatuurprijs groot 50.000 euro. 
Brouwers werd in 1992 opgenomen in de Orde van de Vlaamse Leeuw en is sinds 1993 Ridder in de Belgische Kroonorde.
In 2018 werd aan hem door de Radboud Universiteit Nijmegen een eredoctoraat toegekend.
Op 10 mei 2021 werd de Libris Literatuurprijs 2021 aan Brouwers toegekend voor zijn boek Cliënt E. Busken.

### Overlijden
Na een kort ziekbed overleed Brouwers op 11 mei 2022 op 82-jarige leeftijd.

## Vertalingen door Jeroen Brouwers

### Boeken
- 1978: Gottfried August Bürger: Wonderbare reizen te land en ter zee, veldtochten en vrolijke avonturen van de Baron von Münchhausen
- 1979: Robert Walser: Fritz Kocher z'n opstellen
- 1980: Robert Walser: De kuise nacht
- 1981: Robert Walser: Jakob von Gunten
- 1981: Kurt Tucholsky: Plaatjesboek voor verliefden
- 1981: Kurt Tucholsky: Rheinsberg. Een liefdesverhaal
- 1987: Robert Walser: De bediende

### Hoorspelen
- Sebastian Goy
- Gert Hofman
- Dieter Kühn
- Paolo Levi
- Christa Reinig
- Wole Soyinka
- Dieter Wellershoff

## Prijzen
- 1967: Vijverbergprijs voor Joris Ockeloen en het wachten
- 1980: Multatuliprijs voor Het verzonkene
- 1981: Dr. Wijnaendts Francken-prijs voor Kladboek
- 1982: Geuzenprijs
- 1989: F. Bordewijk-prijs voor De zondvloed
- 1993: Constantijn Huygens-prijs voor zijn gehele oeuvre
- 1995: Gouden Uil voor Vlaamse Leeuwen
- 1995: Prix Femina Etranger voor Rouge décanté (Bezonken rood)
- 2001: Multatuliprijs voor Geheime kamers
- 2001: AKO Literatuurprijs voor Geheime kamers
- 2001: Het Gouden Uilskuiken[13] voor Geheime kamers
- 2001: Gouden Uil (literatuurprijs en publieksprijs) voor Geheime kamers
- 2001: Humo's Gouden Bladwijzer voor Geheime kamers
- 2007: Prijs der Nederlandse Letteren,[14] geweigerd wegens onheuse behandeling Taalunie
- 2007: Tzumprijs voor de beste literaire zin
- 2007: Cultuurprijs gemeente Zutendaal[15]
- 2008: Gouden Uil (publieksprijs) voor Datumloze dagen
- 2009: Prijs voor Vlaams-Nederlandse Culturele Samenwerking (samen met Jozef Deleu)
- 2015: ECI Literatuurprijs voor Het hout
- 2015: Cutting Edge Award voor Het hout
- 2018: Eredoctoraat van de Radboud Universiteit[16][17]
- 2020: Cliënt E. Busken verkozen tot Boek van de Maand van het Boekenpanel van De Wereld Draait Door[18]
- 2021: Libris Literatuurprijs voor Cliënt E. Busken

## Secundaire literatuur
Er zijn meerdere boeken verschenen die het leven en de werken van Jeroen Brouwers behandelen.
- 1980: De valse revisor: Henk Spaan, IJsbrand Stoker, Vic van de Reijt, Reinjan Mulder, Nico Scheepmaker, Piet Grijs en Bob Polak tegen Jeroen Brouwers
- 1982: Themanummer "Jeroen Brouwers". BZZLLETIN 98, september 1982
- 1982: Jeroen Brouwers, door Rob Schouten
- 1982: Tegendraadse schoonheid: over het werk van Jeroen Brouwers, door Jaap Goedegebuure
- 1982: Jeroen Brouwers, door Johan J. Diepstraten; Phil Muysson; Jeroen Brouwers
- 1982: Wie is aangetast zal niet genezen. Aanvullingen bij een profiel van Jeroen Brouwers: Ons Erfdeel jaargang 25, door Wam de Moor[19]
- 1983: De Brouwers-feestrede, door Theodor Holman
- 1985: De literaire wereld van Jeroen Brouwers, door Johan Diepstraten
- 1987: Een laatste groet: in memoriam Martin van Amerongen, Hugo Brandt Corstius, Jeroen Brouwers, ... Ivo de Wijs, door Maarten 't Hart
- 1987: Over Jeroen Brouwers kritische motieven: beschouwingen over het werk van Jeroen Brouwers, door Hans Dütting
- 1988: Het symfonion van Jeroen Brouwers: Bij de voltooiing van de romantrilogie Het verzonkene, Bezonken rood en De zondvloed, door Koos Hageraats
- 1989: Jan Campertprijzen 1989: Anton Koolhaas, Miriam van Hee, Jeroen Brouwers, Ienne Biemans, door Wam de Moor; Harry Bekkering
- 1994: Jeroen Brouwers' De zondvloed: de schrijver en zijn schrijverschap: beeld in het muzikale spiegelbeeld, door Karel Verhoeven
- 1995: Met andere woorden: interviews met Graa Boomsma, Jeroen Brouwers, Hugo Claus, door Jacob Moerman; Graa Boomsma
- 2000: Brouwers In Brussel, 1964-1976, door Gwennie Debergh
- 2005: Jeroen Brouwers: het verhaal van een oeuvre, door Johan Vandenbroucke (2015 geactualiseerde tweede druk)
- 2010: Jeroen Brouwers 70 jaar. De Parelduiker 1-2
- 2020: Ter gelegenheid van zijn tachtigste verjaardag op 30 april, verscheen de brievenbundel Aan een karakter, met bijdragen van onder anderen Tom Lanoye, Maarten ’t Hart en Ivo van Hove
- 2025: Cahier Jeroen Brouwers, nummer 1. Bespiegelingen over Brouwers’ oeuvre, onbekende documenten uit zijn archief, analyses van zijn werk en persoonlijke getuigenissen. Jaarlijkse uitgave van de Stichting Jeroen Brouwers i.s.m. uitgeverij Atlas Contact.

## Trivia
- De Vlaamse rockgroep De Mens schreef ooit een nummer getiteld "Jeroen Brouwers schrijft een boek".
- Brouwers komt ook regelmatig voor in het boek Giph van Ronald Giphart.
- Brouwers was republikein.[11][12]
- Boekhandel De Zondvloed in Mechelen en Roeselare is vernoemd naar de gelijknamige roman. Het logo van de winkel is in Brouwers' handschrift uitgevoerd.
- In het glas van de etalage van antiquariaat Demian in Antwerpen staat, ook in handschrift, het Brouwers-citaat "Niets bestaat dat niet iets anders aanraakt" gegraveerd.

- Bibsys: 90175611
- Bibliothèque nationale de France: cb12036873x (data)
- CiNii: DA14378065
- Digitale Bibliotheek voor de Nederlandse Letteren: brou033
- Gemeinsame Normdatei: 119130580
- International Standard Name Identifier: 0000 0001 0920 4980
- Library of Congress Control Number: n50042793
- Bibliotheek van het Japanse parlement: 00835233
- Nationale Bibliotheek van Tsjechië: kup20000000011405
- Nationale bibliotheek van Australië: 35708641
- Nationale Bibliotheek van Israël: 987007324995705171
- Nationale en Universitaire bibliotheek Zagreb: 000633758
- Nederlandse Thesaurus van Auteursnamen: 068890265
- Système universitaire de documentation: 028556372
- Trove: 1051945
- Virtual International Authority File: 84492073
- WorldCat: E39PBJrGrTCKv3QpxCVRk9YQMP